# Eurotatoria
Classe
Les Eurotatoria sont la principale classe de rotifères.

## Systématique
Certaines classifications antérieures lui préfèrent la classe des Bdelloidea qui est actuellement considérée comme sous-classe au sein des Eurotaria. 

## Liste des ordres
Selon World Register of Marine Species (7 mars 2016) :
- sous-classe Bdelloidea
  - famille Philodinidae Ehrenberg, 1838
- sous-classe Monogononta
  - super-ordre Gnesiotrocha
    - ordre Collothecaceae
      - famille Collothecidae

    - ordre Flosculariaceae
      - famille Conochilidae
      - famille Flosculariidae
      - famille Hexarthridae Bartos, 1959
      - famille Testudinellidae Harring, 1913
      - famille Trochosphaeridae Harring, 1913

  - super-ordre Pseudotrocha
    - ordre Ploima
      - famille Asplanchnidae Eckstein, 1883
      - famille Brachionidae Ehrenberg, 1838
      - famille Dicranophoridae Harring, 1913
      - famille Epiphanidae Harring, 1913
      - famille Euchlanidae Ehrenberg, 1838
      - famille Gastropodidae Harring, 1913
      - famille Lecanidae Remane, 1933
      - famille Lepadellidae Harring, 1913
      - famille Lindiidae Harring & Myers, 1924
      - famille Mytilinidae Harring, 1913
      - famille Notommatidae Hudson & Gosse, 1886
      - famille Proalidae Harring & Myers, 1924
      - famille Synchaetidae Hudson & Gosse, 1886
      - famille Trichocercidae Harring, 1913
      - famille Trichotriidae Harring, 1913

## Galerie

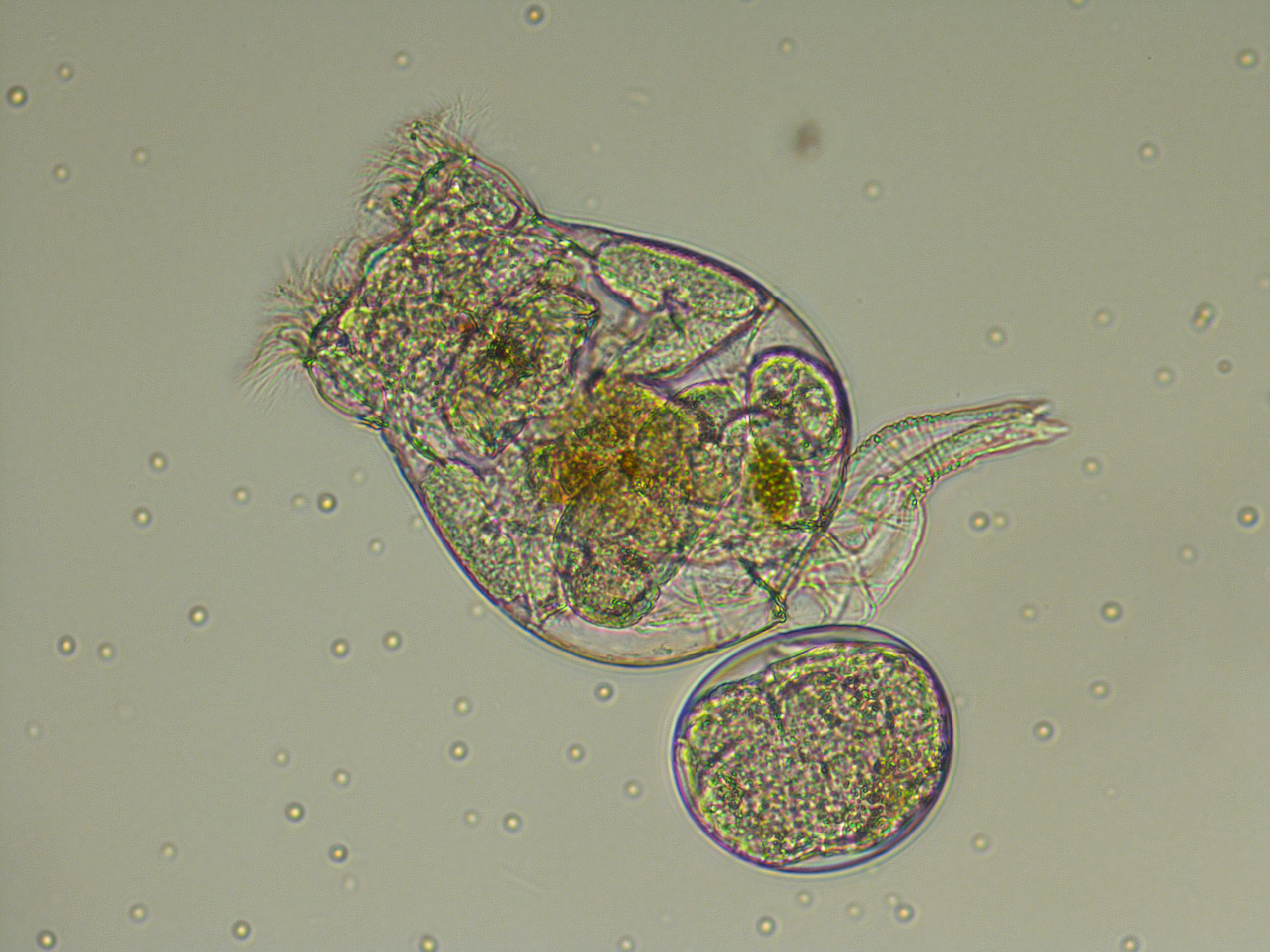
Brachionus plicatilis, un Brachionidae.
- Floscularia ornata, un Collothecidae.
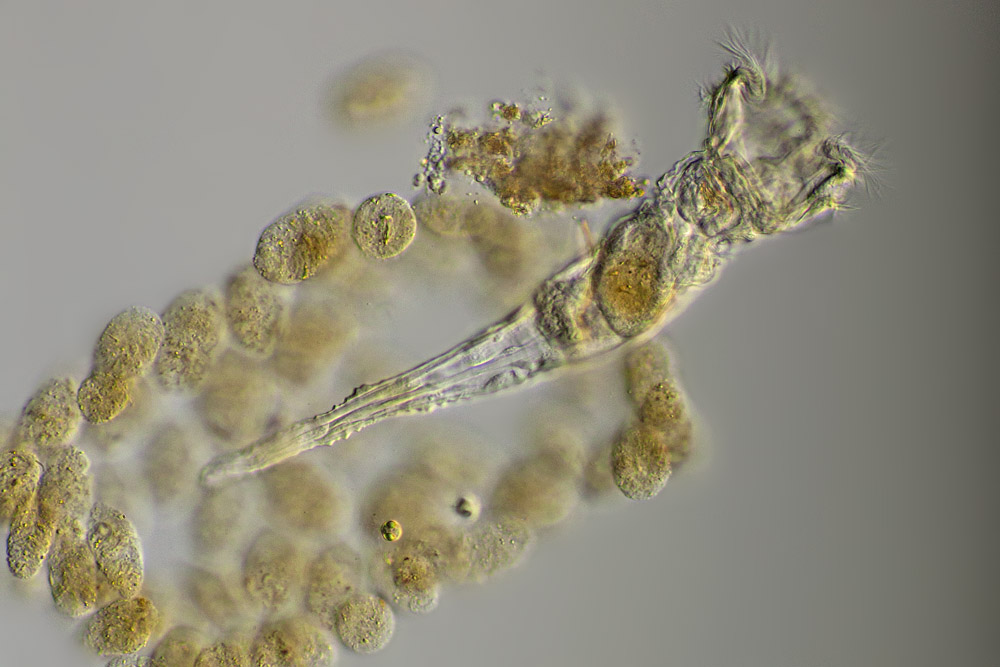
Ptygura pilula, un Flosculariidae.
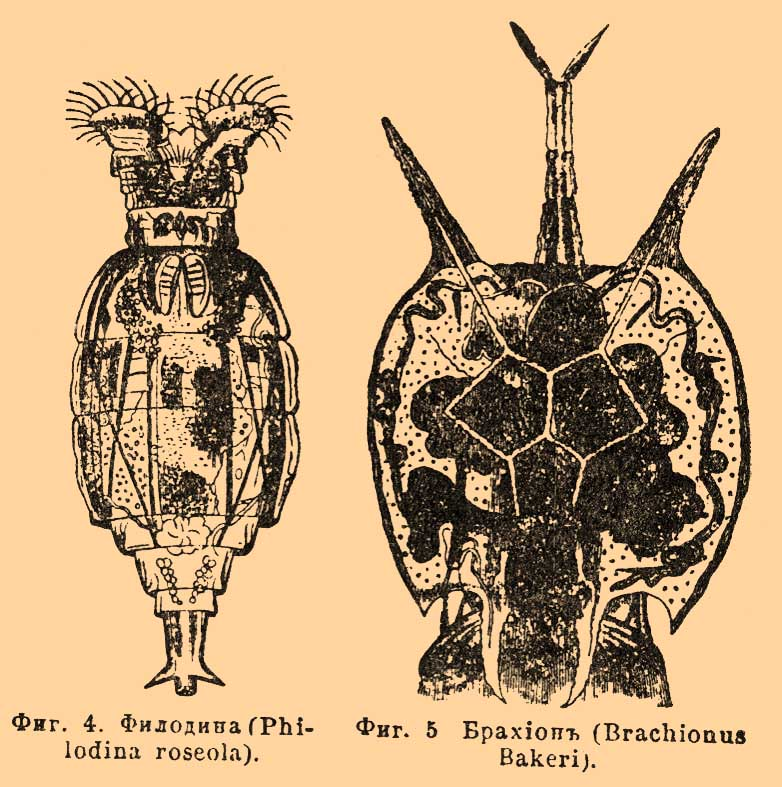
Philodina sp., un Philodinidae.
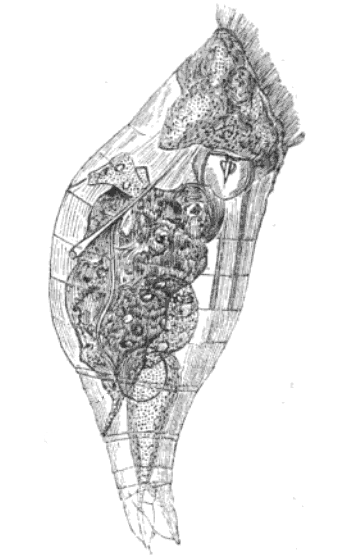
Proales daphnicola, un Proalidae.
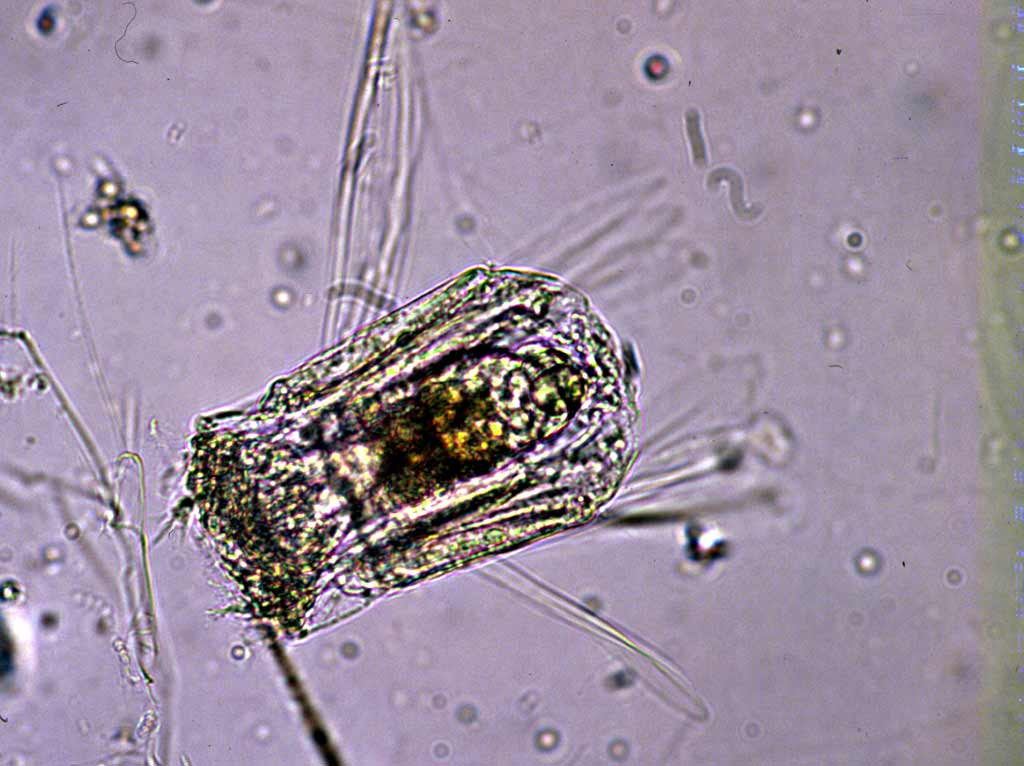
Polyarthra sp., un Synchaetidae.